# Beariz (San Amaro)
Beariz (llamada oficialmente San Martiño de Beariz) es una parroquia del municipio español de San Amaro, en la provincia de Orense, Galicia.

## Toponimia
La parroquia también es conocida por el nombre de San Martín de Beariz.

## Organización territorial
La parroquia está formada por siete entidades de población:
- A Viriña
- Casar do Mato
- O Figueiredo
- O Outeiro
- Piroño
- San Amaro
- Ventoselo

## Demografía
| Gráfica de evolución demográfica de Beariz entre 2000 y 2023 |
|                                                              |
| Datos según el nomenclátor publicado por el INE.             |